# Mlini
Mlini es un pueblo en el condado de Dubrovnik-Neretva de Croacia. Está situada en la costa del mar Adriático, a pocos kilómetros al sur de Dubrovnik.
Hasta la reorganización territorial en Croacia de 2001, formaban parte del antiguo municipio de Dubrovnik. Actualmente basa su economía en el turismo. Tiene 933 habitantes en 2023.